# أتلانتا يونايتد 2
أتلانتا يونايتد 2 (بالإنجليزية: Atlanta United 2) هو فريق كرة قدم أمريكي تأسس في سنة 2017 بمدينة أتلانتا، بولاية جورجيا الأمريكية، وهو الفريق الرديف لنادي أتلانتا يونايتد.